# Jean Cuillerat
Jean Cuillerat (8 décembre 1927, Paris 14e-4 juin 1998, Paris 17e) peintre français.

## Biographie
Jean Cuillerat est né à Paris en 1927. D'une famille d'agriculteurs, il a passé son enfance à Saint-Germain-lès-Arpajon. En 1944, victime d'un accident sur une moissonneuse-batteuse, il subit des amputations à la main droite. À Paris, il fait une première exposition en 1949. Il étudie à l'École du Louvre de 1955 à 1960. 

## Œuvre
Jean Cuillerat a une démarche mystique variée. Il s'inspire de la kabbale (1964), s'engage dans la franc-maçonnerie (1967), puis étudie le bouddhisme.

### Publications
- Serge Wellens, Méduses : poèmes. Dessins de Jean Cuillerat, Paris, J. Millas-Martin, 1967.
- René Barbier, Golem. Illustrations de Jean Cuillerat, Paris, J. Millas-Martin, 1970.
- Raymond Veisseyre et Jean Cuillerat, Le temps s'en faut, 1977.

### Études sur Jean Cuillerat
- Annie Cuillerat, "Jean Cuillerat, un peintre de l'étrange, une esthétique parallèle", in Le Journal des chercheurs, 2010 [2].